# Silent Hill 3
Silent Hill 3 (サイレントヒル 3 Sairento Hiru Surī 3?) es un videojuego de terror psicológico y supervivencia desarrollado por Team Silent, un grupo de Konami Computer Entertainment Tokyo, y publicado por Konami para la PlayStation 2. La tercera entrega de la serie Silent Hill y secuela directa del primer juego de Silent Hill, sigue a Heather, una adolescente que se ve envuelta en las maquinaciones del culto del pueblo, que busca revivir a una deidad malévola. A finales de noviembre se lanzó una versión para Windows, y en 2012 se lanzó una versión remasterizada en alta definición como parte de la Silent Hill HD Collection para PlayStation 3 y Xbox 360.
Originalmente planeado como un juego de disparos sobre rieles, como resultado de las ventas inicialmente lentas de Silent Hill 2 en Japón, Silent Hill 3 se desarrolló casi simultáneamente junto con otra entrega de la serie, Silent Hill 4: The Room (2004). Entre las influencias de Silent Hill 3 se encuentran la película Jacob's Ladder y las obras del novelista de terror Stephen King. Silent Hill 3 vendió más de 300.000 copias para noviembre de 2003 y tuvo una excelente acogida por parte de la crítica, que elogió su presentación, incluyendo los entornos, los gráficos y el audio, así como los elementos y temas de terror que se mantienen en las entregas anteriores. Sin embargo, hubo críticas menores sobre la corta duración, la cámara y la mecánica de juego del juego. Su trama fue adaptada libremente en la película Silent Hill: Revelation de 2012.

## Modo de juego
La jugabilidad de Silent Hill 3 es muy similar a la de sus predecesores y se basa en tres elementos principales: el sistema de combate, el estudio de ubicaciones y resolver acertijos; mientras su duración total es de 7 a 12 horas y utiliza una vista en tercera persona. Heather puede bloquear ataques y esquivar enemigos, también usa una linterna y una radio portátil, que hace un ruido cuando los monstruos se acercan. Durante el transcurso de la historia, el jugador puede tomar decisiones que afectan indirectamente el final del juego, por ejemplo, perdonar o no a una mujer en un confesionario. Silent Hill 3 tiene varios huevos de Pascua, algunos de los cuales son referencias a Silent Hill 2, a pesar de las declaraciones preliminares de los desarrolladores que negaban una relación con las partes anteriores de la serie. En particular, la escena del baño, se menciona la carta de la esposa muerta.
El jugador puede elegir los niveles de dificultad para los rompecabezas y el sistema de combate por separado. La diferencia entre «normal» y «difícil» en los acertijos es bastante significativa; por ejemplo, para uno de los puzles, las simples manipulaciones con objetos son suficientes, mientras que el mismo rompecabezas en un nivel superior de complejidad requerirá el conocimiento de la obra de Shakespeare. Con una baja dificultad, no hay tareas lógicas en absoluto, y las disponibles están equipadas con una gran cantidad de sugerencias. Los enemigos son mucho más débiles y lentos en un nivel menor de complejidad de combate, y es completamente imposible caer de una cornisa o en una trampa. Cuanto mayor es la dificultad, los monstruos son más poderosos y agresivos, si Heather a menudo falla, el número de rondas se reduce drásticamente, y los hoyos se vuelven mortales. El juego utiliza un sistema de «equilibrio oculto», que calcula la cantidad de vida y municiones y decide si el jugador en la ubicación más cercana debe «dejar» suministros o no.
En Silent Hill 3 existe dos tipos de armas, las de cuerpo a cuerpo y a distancia. El videojuego tiene la capacidad de desbloquear nuevas armas y disfraces. La tubería de acero (hay variedades de oro y plata) es el arma clásica, también se encuentran un cuchillo, una maza, un arma de electrochoque y una katana; mientras las armas a distancia incluyen una pistola, un rifle y una metralleta. También puedes encontrar armas secretas, como ojos de energía, un lanzallamas y una espada láser. Después de pasar el juego, se muestra una calificación que tiene en cuenta los niveles de dificultad, el tiempo, el número de guardados y otros factores. Repetir el videojuego abre nuevas posibilidades. Heather puede encontrarse con un hada de alcantarillado, quien, bajo ciertas circunstancias, da armas adicionales: tubos de oro y plata, y algunos detalles de la situación pueden cambiar. El juego es compatible con un sistema de código de trucos. Entonces, cuando uno de ellos se activa, en la escena de una reunión entre Heather y Douglas, este último persigue a la protagonista mientras usa ropa interior. Silent Hill 3 también tiene un código Konami.

## Argumento
El prólogo del juego es el terrible sueño de la protagonista, Heather Mason, en el que deambula por un abandonado parque de atracciones llamado Lakeside. Al llegar caminando a la montaña rusa trata de bajar por los rieles, pero es empujada por un carro y muere. En ese momento, Heather se despierta. Ella está en un gran centro comercial justo antes de cerrar. Llama a su padre y le dice que tiene la intención de irse a casa. Un hombre intenta hablarle, presentándose como el detective Douglas Cartland, pero Heather se escapa de él refugiándose en el baño de damas saliendo por una ventana, pero entonces se da cuenta de que su salida fue bloqueada extrañamente y deambula por un centro comercial vacío, sumergiéndose gradualmente en una pesadilla del otro mundo. Aquí, además de los monstruos, el personaje principal conoce a una mujer loca y descalza llamada Claudia, que alude al destino de la protagonista. Afirma que la aparición de monstruos se debe a la voluntad divina y le pide recordar su verdadera naturaleza.
Cuando Heather logra entrar al mundo real, se sitúa en la entrada del centro comercial, donde se encuentra con Douglas nuevamente. Él admite que fue contratado por Claudia para buscarle. Ella no confía en el detective y decide dejarlo solo al entrar al metro, donde vuelve a caer en un mundo diferente. En su camino a casa, pasando por estaciones oscuras de otro mundo, túneles de metro, alcantarillas y edificios de oficinas, Heather conoce a otra persona extraña: un cierto Vincent, que vive constantemente en el mundo de las pesadillas y no experimenta ningún inconveniente. Finalmente, ella logra llegar a su casa donde descubre el cuerpo de su padre, quien fue brutalmente asesinado por orden de Claudia. Después de la reunión entre Heather y Claudia, esta última se va, luego de informar a la chica que el propósito de este asesinato era «llenar el corazón de Heather con venganza y odio». La muchacha lucha contra el misionero que mató a su padre, luego regresa a su departamento, donde se reúne con Douglas otra vez. Allí, Heather lee un diario de su padre en donde se revelan las circunstancias de su nacimiento y las dificultades que tuvo para criarla.
Heather toma la ayuda del detective, y juntos se van en coche a Silent Hill para vengar el asesinato de Harry. Resulta que el padre de la chica es el escritor Harry Mason, el protagonista del primer juego, y ella es la reencarnación de Cheryl Mason y Alessa Gillespie. Claudia, la líder del culto después de la muerte de Dahlia, busca el nacimiento del «Dios» del culto en Heather, ya que es la reencarnación de Alessa. En el camino a la ciudad, Douglas dice que Vincent dejó un mensaje sobre la necesidad de buscar a un hombre llamado Leonard.
Al llegar a la abandonada y brumosa Silent Hill, se separan; Heather visita el Brookhaven Psychiatric Hospital, donde habla por teléfono con Leonard Wolf. Resultó ser el padre y miembro del culto de Claudia, inesperadamente acepta ayudarla. Sin embargo, en persona, la chica descubre que Leonard parece un monstruo terrible y lo mata. Del cadáver, ella toma el sello de Metatrón, que debería evitar el nacimiento de «Dios». Al regresar al motel, la muchacha encuentra a Vincent allí, quien la dirige a través de un parque de diversiones a una iglesia, el centro de un culto dirigido por Claudia. Al llegar al parque de atracciones, Heather se encuentra en un mundo diferente, donde experimenta el mismo sentimiento de miedo que en su pesadilla. Ahí encuentran a Douglas herido, anteriormente, el detective se reunió con Claudia e intentó detenerla. En cierto momento, decide que la forma más fácil de prevenir la aparición de «Dios» es matar a Heather, pero aún no se atreve a hacerlo.
En la iglesia entre Claudia y Vincent discuten, durante esto la mujer mata a su antiguo aliado apuñalándolo con una daga. Los recuerdos de Alessa regresan a Heather y ella se enferma, ya que el «Dios» dentro de ella está tratando de nacer. El sello de Metatron es inútil. La chica abre el colgante que Harry le dio y come una pequeña tableta de Aglaofotis, almacenada en su interior. Heather vomita a «Dios», parecido a un embrión humano. Ella lo trata de destruir, pero Claudia se lo traga, convirtiéndose en la nueva Madre de Dios. El monstruo Valtiel agarra a la líder de la secta y la arrastra hacia el agujero, al cual la protagonista le sigue. A continuación, la chica descubre que Claudia está muerta, y junto a ella está el «Dios» nacido. La muchacha lucha contra él y, al final, lo mata. Después de la batalla, Heather, llorando, se sienta en el suelo, recordando a su padre muerto. Ya a punto de irse, ella se da vuelta.

### Finales
En Silent Hill 3, hay varios finales posibles, la elección entre ellos depende de las acciones del jugador. La obtención de algunos finales está determinada por un cierto número de puntos ganados, que dependen de los monstruos muertos y del daño recibido durante el juego. Inicialmente, los desarrolladores querían crear cuatro finales en lugar de tres. La situación no se realizó, en la que Heather podía atacar a Claudia, obsesionada con «Dios», lo que llevaría al nacimiento de este último y la muerte de la protagonista. Sin embargo, si no toma Aglaofotis, esto aún conduce al nacimiento de «Dios». El guionista hace el siguiente comentario sobre el final ovni: «Creo que los que vieron este final saben que conecta los tres juegos de la serie, ¿verdad? La verdad es que esto es lo que realmente sucede».
- «Normal»: Heather regresa al «parque de atracciones» donde está Douglas. Se acerca al detective, sosteniendo un cuchillo en sus manos, hace un ataque falso y, riendo, le dice que es «solo una broma». A lo que el otro señala que ella tiene un terrible sentido del humor. En los créditos, la protagonista se encuentra en la tumba de su padre.[14]
- «Poseída»: Douglas muere a manos de Heather. Su rostro no se muestra, los créditos tienen una pantalla en negro.[14] En parte, el final desencadena la profecía que suena durante el juego: «... Con manos ensangrentadas que llevan a los creyentes al paraíso».[5]
- «Venganza»: final cómico, durante el cual Heather, Harry y los extraterrestres explotan Silent Hill. Los subtítulos muestran en el contexto de la ciudad destruida. En este momento, suena una canción humorística japonesa, interpretada por los desarrolladores, burlándose de los personajes del juego. El final, a diferencia de los dos primeros guiones, se dibujó en el formato de un cómic.[d][7][14][5]

### Personajes

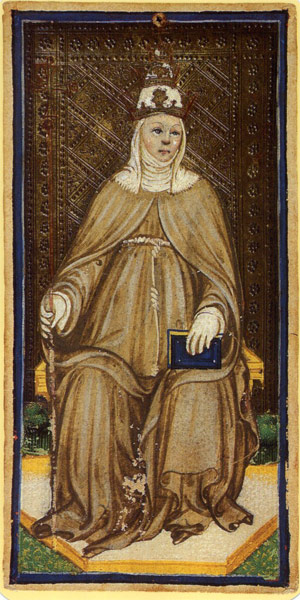
La carta de Claudia es La Suma Sacerdotisa

La naturaleza clave de los personajes en el videojuego se refleja en las cartas del Tarot, un sistema de símbolos medievales. Las cartas recibieron un significado profundo desde la antigüedad, y se han utilizado para predecir el futuro. Son las barajas las que reflejan las características de los personajes del juego.
- Heather Mason: es el personaje principal del juego de diecisiete años. Según los desarrolladores, ella es «una chica común que se puede encontrar en cualquier lugar».[28] Sin embargo, tiene mal genio y una lengua afilada.[29] Heather es la hija adoptiva del escritor Harry Mason. Representa la reencarnación de Cheryl Mason y Alessa Gilespie. Ella juega un papel importante en los esfuerzos de Claudia Wolf para lograr el nacimiento de «Dios», ya que lleva a su feto.[30] Es por eso que la muchacha tiene un cuerpo inmortal. Los desarrolladores eligieron el nombre de la protagonista en honor a la actriz Heather Morris, quien la interpretó.[31] En parte sobre esta decisión fue influenciada por el trabajo «Macbeth», donde se utilizó la frase Hills on heath, que indica la pronunciación de «brezo».[32] La carta de Heather es El Loco que significa imprudencia, potencialidad y desapego.[18]

El guionista Hiroyuki Owaku mencionó que la aparición de un personaje jugador femenino estuvo inspirado por dos factores: en primer lugar, los protagonistas masculinos eran cansinos, y en segundo lugar, un hombre no puede ser físicamente la madre de «Dios». Heather Morris en una entrevista señaló que tuvo mucha suerte de obtener el papel principal en Silent Hill, ya que esto le brindó la oportunidad a la actriz de «mirar el mundo de la creación de videojuegos». Morris quedó muy impresionada por el talento y la creatividad del equipo creativo: «este es un proceso muy meticuloso y se ha invertido una gran cantidad de trabajo en crear este mundo a mi alrededor». La actriz describió a su personaje como «una chica genial y un poco niña» que, a pesar de su corta edad, era muy valiente, fuerte e interesante. La revista Igromania la llamó la heroína del juego más realista de «todos los tiempos y pueblos». En el relanzamiento fue interpretada por Amanda Winn-Lee.
- Claudia Wolf: La principal antagonista del juego es una mujer de veintinueve años. Ella es la cabeza y sacerdotisa de la secta La Orden,[28] con una tendencia satánica.[37] Fue abusada en la infancia. Claudia continuó el trabajo de Dahlia y usa la encarnación de Heather para crear un mundo nuevo. Cree que no será perdonada y seguirá siendo un pecadora. La razón de sus acciones radica en la verdadera fe y el deseo de salvar las almas de todas las personas. Los creadores señalaron que su destino es triste, y es imposible equiparar a Claudia con los «villanos» habituales. Ella está lista para cualquier cosa para lograr su objetivo: crear el paraíso. Una vida infeliz con su padre se convierte en la causa de su confianza en sí misma. Tiene ciertos poderes mágicos: puede controlar los corazones y las mentes de los creyentes, así como causar un mundo paralelo. Ella no tiene intención de usar a «Dios». La antagonista está inspirada en la fanática religiosa de la película Santa sangre, interpretada por Blanca Guerra, y con un parecido significativo a Cristabella de la primera adaptación cinematográfica, Silent Hill.[38][39][40] El personaje en la versión original fue realizado por la actriz y cantante Donna Burke,[31] en la reedición en HD Laura Bailey.[41] La carta de Claudia, La Suma Sacerdotisa, significa fe, misterio y dogmatismo.[38] Burke en una entrevista admitió que este personaje fue especial para ella. Describió a la antagonista como alguien fuerte que «no solo reacciona, sino que actúa». La actriz también señaló que se parece a Claudia.[42]

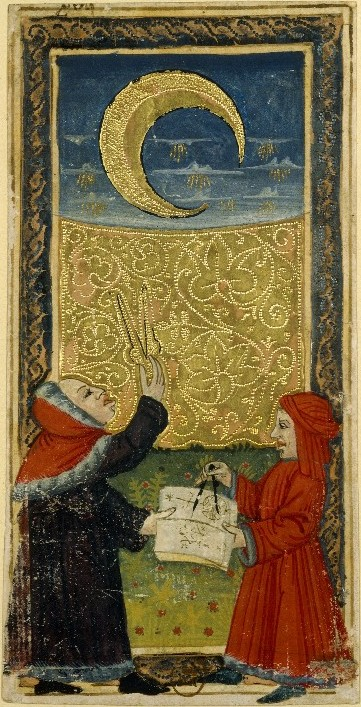
La carta de Vincent es La Luna

- Douglas Cartland: es un hombre mayor de «casi sesenta años de edad», que se presentó como detective privado.[28] Fue contratado por Claudia para buscar a Heather. Anteriormente trabajó en la policía, renunció diez años antes de los eventos del juego. Su hijo fue asesinado mientras intentaba robar un banco.[43] Después de la muerte de Harry, acompaña a Heather a Silent Hill como un aliado.[44] La supervivencia de Douglas depende del final resultante.[7][14] Él es mencionado en Silent Hill: Homecoming, según el cual expuso con éxito el culto.[45] El personaje fue interpretado por Richard Gross.[31] El actor murió poco antes del lanzamiento del juego por insuficiencia hepática.[46] En la versión HD lo hizo Kirk Thornton.[36] La carta de Douglas, el ahorcado, significa lealtad, perseverancia y sacrificio personal. Esta expresa el destino irónico de Douglas, quien interviene en los asuntos de Heather, pero finalmente no puede ayudarla de ninguna manera.[44]

- Vincent: un joven de veinticuatro años, sacerdote del culto.[47] Gracias a sus esfuerzos financieros, el número de fieles aumentó, y la actividad de la organización se restableció después de la muerte de Dahlia.[30] Vincent es más pragmático que Claudia, no comparte las opiniones dogmáticas de la jefa de la secta y se opone a sus acciones. Él da la impresión de que está del lado de Heather. Con su dinero, se construyó una iglesia en la que Claudia lo mata. A pesar de la apariencia ordenada, los desarrolladores enfatizan que Vincent es un hipócrita que usa el culto para su beneficio personal,[47] ya que «siempre se ríe como si estuviera escondiendo algo».[48] Su objetivo es ganar dinero con la ayuda de la iglesia. Y aunque sus planes incluían conectar las habilidades de Claudia y las de Heather con la fe de la iglesia, no quería ir tan lejos como para ver el nacimiento de «Dios». Por eso quería acercarse a esta última y evitar la implementación de los planes de la primera.[47] En la versión original del juego, el personaje fue interpretado por Clifford Rippel, en la reedición por Yuri Loventhal.[31][41] La carta de Vincent, La Luna, que simboliza ansiedad, desconfianza e inconstancia.[47]

- Leonard Wolf: en el videojuego es el padre abusivo de Claudia, y el exlíder de la Orden. Heather se reúne con él en el Hospital Brookhaven para recibir el sello de Metatron, que, según Vincent, puede evitar el nacimiento de «Dios». Sin embargo, Leonard es un monstruo con una teología algo diferente a la de su hija: cree que solo los miembros de la secta serán salvos. Él metió a Claudia a la creencia del culto, tenía puntos de vista estrictos y castigaba físicamente a su hija por un comportamiento que no estaba de acuerdo con la religión.[38] El personaje fue interpretado por Matt Lagan.[31]
- El protagonista de Silent Hill 2, James Sunderland, se esconde detrás de una cortina en el final «Venganza», Angela Orozco es comida por un monstruo en un centro comercial, y la enfermera Lisa, que es atrapada en un hospital alternativo.[7][14][49][50] Las imágenes de María, que aparece en el juego anterior, se pueden encontrar tanto en el club Heaven's Night[7] como en la portada de la revista ubicada en la sala S1 del hospital.[51]

## Desarrollo

### Creadores
Silent Hill 3 fue desarrollado por Team Silent, que es una división de Konami Computer Entertainment Tokyo. La creación de la versión del videojuego para PlayStation 2 comenzó después del lanzamiento de Silent Hill 2, casi simultáneamente con la producción de otro juego de la serie, inicialmente sin nombre, que finalmente se convirtió en Silent Hill 4. Se anunció oficialmente en mayo de 2002. En el desarrollo trabajó un equipo relativamente pequeño, que constó de cuarenta personas, en parte las mismas que crearon Silent Hill 2, en menor medida, los recién llegados. Un pequeño grupo de desarrolladores de KCET estaba implementando una versión PC para Microsoft Windows. La producción de la versión original del juego involucró a 8 actores de voz. Hijinx Studios participó en el desarrollo de la edición HD. Los creadores dijeron que el arduo trabajo de Hijinx y Konami haría que el relanzamiento sea «una parte valiosa de la historia de Silent Hill, que los viejos y nuevos fanáticos de la serie estarían esperando».

### Diseño técnico
El juego se basó en el motor de videojuego de Silent Hill 2, en el que se mejoraron los detalles de los interiores, se usaron nuevas texturas, filtros gráficos e iluminación realista. Se utilizó la opción de efecto de ruido, que es un efecto visual de una película antigua. Solo vídeos con secuencias de comandos están presentes en el juego, ya que, de acuerdo con el guionista, un vídeo prerenderizado «interrumpe el transcurso del juego». Una serie de características específicas de la animación facial no se pueden transferir utilizando la tecnología de captura de movimiento, por lo tanto, además de esta técnica, se decidió usar grabaciones de vídeo de actores de voz. La velocidad del juego es de 30 fotogramas por segundo.
El relanzamiento de Silent Hill HD Collection realizó mejoras visuales significativas, se reemplazaron texturas obsoletas y cambios en la iluminación. La resolución del juego fue de 720p. Fue presentado un nuevo sistema de sonido, implementó una banda sonora remasterizada y soporte de sonido 5.1. A pesar de los numerosos retrasos en la producción de la compilación y el período de desarrollo total de más de dos años, posterior a la publicación del recopilatorio, se notaron muchos defectos: rendimiento deficiente, problemas con la sincronización y el sonido. El 21 de marzo de 2012, apareció un parche, cuyo tamaño era de 297 megabytes. Actualizó la edición HD a la versión 1.01 y estaba destinada solo para la colección en PS3. Sin embargo, después de instalarlo, las congelaciones periódicas, los errores en las escenas cortadas y los problemas con las texturas se mantuvieron sin cambios. Los representantes de Konami invitaron a los jugadores a resolver problemas técnicos contactando al servicio de soporte. El siguiente parche apareció el 11 de julio; corrigió problemas relacionados con la velocidad de fotogramas, sincronización de voz y visualización de la niebla. Originalmente se planeó el lanzamiento de un parche similar para la colección en la versión para Xbox 360, pero el 8 de agosto de 2012 Konami anunció que su lanzamiento fue cancelado debido a «problemas técnicos».
La razón de la gran cantidad de omisiones fue que Konami perdió los materiales originales del segundo y tercer juego, y Hijinx Studios trabajó con una versión beta del ensamblaje del código original. Por lo tanto, el equipo tuvo que lidiar con ambos errores relacionados con la portabilidad, y con otros descuidos que alguna vez fueron corregidos por Team Silent. Los artistas pasaron mucho tiempo transfiriendo pequeños detalles, como grafitis y otros objetos que eran casi imposibles de ver en los originales de la consola. Muchos componentes, incluidas las texturas y los archivos de sonido, se tomaron de versiones compiladas de juegos. «Dado el enfoque no tan estándar para crear el Silent Hill 2 y Silent Hill 3 originales, esto nos ha agregado una gran cantidad de problemas únicos. Juro que en algún momento el modelo de Heather era azul», dijo Hulett.

### Producción
El diseñador Daisuke Nakayama desarrolló ocho logotipos diferentes del juego, pero finalmente el juego usó solo uno. El primero fue criticado por Hiroyuki Owaku por no reflejar la imagen del juego; el segundo se descartó debido a la semejanza con el logotipo de Winning Eleven 6; el tercero no se aceptó debido a similitudes estilísticas con el segundo juego; el cuarto y quinto se caracterizaron como no atmosféricos; el sexto se describió como gótico, pero sin transmitir el impacto deseado; el séptimo fue rechazado por fugaz e inestable. La versión final, creada el 25 de mayo de 2002, según el guionista, era brillante y transmitía un profundo miedo, así que decidió usarlo en el proyecto.
El proceso de captura de movimiento de Heather Morris tuvo lugar durante varios días, en los cuales se registraron caminatas, saltos, carreras y buceo de varios tamaños y formas. «Tuve que girar la cabeza e inclinarla durante horas, ya que era necesario crear la base para el comportamiento realista del personaje», señaló Morris. Para Heather, fue su primer trabajo con captura de movimiento, el cual ayudó a Jeremy Blaustein y sus habilidades de taekwondo.
La actriz tuvo que usar ropa ajustada negra, a la que se unieron sensores de movimiento. Los primeros días, el trabajo se centró en movimientos menores, caminar, correr, saltar y respirar. Posteriormente, el proceso fue complicado, la actriz se dedicó a escalar bosques, saltar desde objetos de varias alturas y batallas con monstruos. Para hacer que los movimientos sean más realistas, se utilizaron varias técnicas diferentes: «Recuerdo muy bien cómo uno de los [...] miembros del equipo ató un cable amortiguador a mi pierna y tiró de él desde abajo, imitando a un perro aferrado a mi muslo». Después de eso, se grabaron acciones con otros actores, donde los componentes importantes eran tanto la ubicación física de los artistas en el espacio en relación con los sensores, como la naturalidad de las escenas. Durante la grabación, hubo muchas situaciones divertidas. Posteriormente, la risa tuvo que ser cortada de las pistas de audio. Clifford Ripel señaló que el trabajo se realizó rápidamente, a fondo y con un sentido de perfeccionismo: un día se dedicó a capturas de movimiento y al otro a las expresiones. Antes de eso, el actor interpretó varias escenas, principalmente con el propósito de una revisión técnica del equipo. Rippel no tenía una versión completa del guion, por lo que recurrió a Blaustein para obtener una explicación de su personaje.
El juego utiliza un fragmento del primer juego, donde sonaba la voz de Thessaly Lerner, que jugó Lisa Garland. Esto se hizo sin el consentimiento de la actriz, y su agente amenazó a Konami con una demanda. El editor pagó dos mil dólares en orden previa al juicio. Lerner declaró que las empresas solo se preocupan por sí mismas y por su propio dinero.
En Silent Hill HD Collection, Silent Hill 3 solo tiene nuevas voces, diferentes de la versión original. Según los representantes de la desarrolladora, esto sucedió debido a «factores técnicos y organizativos». Heather Morris declaró que ninguno de Konami intentó contactarla, y ella se enteró accidentalmente sobre el lanzamiento de la compilación. La actriz informó: «Estoy sinceramente agradecida y orgullosa de que la gente aprecie mi trabajo en Silent Hill 3 [...] Espero que a todos los fanáticos les guste la imagen de Heather interpretada por la nueva actriz, así como antes, en la mía». Clifford Ripel dijo en una entrevista que no quería participar en la reedición de su personaje.

### Concepto

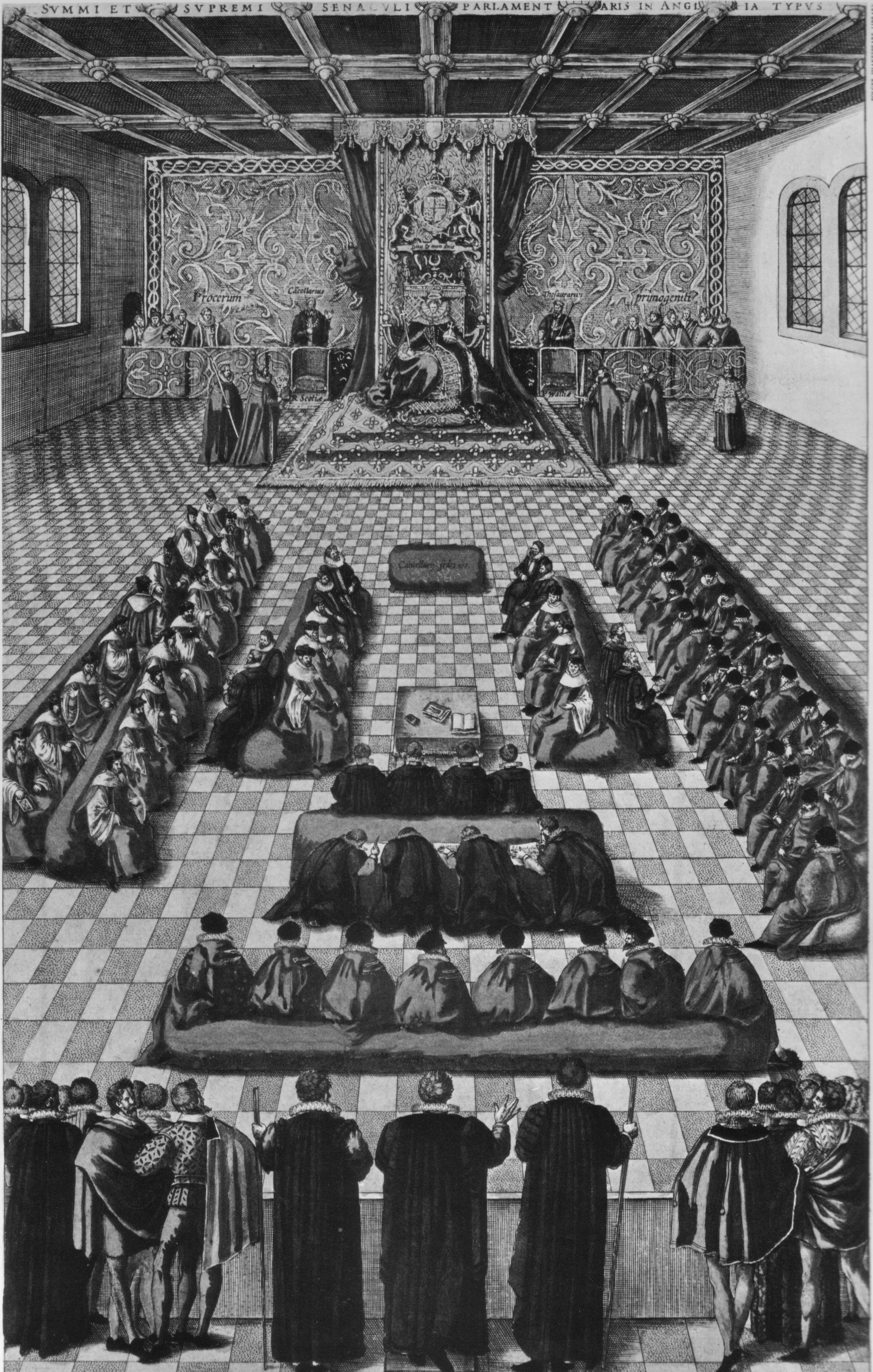
Ilustración del Parlamento de Gran Bretaña del siglo XVI. La idea de organizar bancos alrededor de la circunferencia se utilizó en el interior de la iglesia del culto para que cada uno de los feligreses pudiera mirar libremente la acción en la parte central de la sala.

El guion del videojuego, originalmente escrito en japonés, estaba listo para cuando se lanzó Silent Hill 2. Para darle vida a la versión inglesa del texto, se realizaron numerosas comprobaciones de las versiones originales y traducidas de los guiones. Desde el comienzo del desarrollo, en 2001, Team Silent trabajó en el componente principal de Silent Hill 3, una sensación de miedo. Los creadores querían alejarse de la fórmula dada en el segundo juego, donde el miedo se intensificó gradualmente. El jugador se asustó por el silencio, esto se convirtió en ansiedad y luego en horror. En el juego se utilizó un enfoque fundamentalmente diferente: «Queríamos crear una sensación de miedo más cruel y visual. Algo impactante, que contrasta con la atmósfera de la parte anterior», dijo Hiroyuki Owaku. «Haremos un juego que dará tanto miedo que las personas intentarán dejarlo, pero continuarán jugando porque no encontrarán la fuerza para salir ... Nuestro objetivo es superar las expectativas de la audiencia», agregó Kazuhide Nakazawa, quien declaró en la etapa de desarrollo que intentaría introducir un nuevo videojuego de graduación de horror. El director comentó sobre el concepto triquel:

«SH3 será el juego más aterrador de la serie. Alguien en nuestro equipo no pudo realizar todas sus ideas en las partes anteriores, y ahora la gente las implementa libremente aquí, esto se aplica tanto al lado visual como al guion. Además, mientras trabajábamos en precuelas, obtuvimos muchas lecciones, y toda esta experiencia hará que el juego sea realmente aterrador».

Una de las bases del nuevo enfoque es el realismo por lo que los niveles de juego como la iglesia, el metro y el parque Lakeside tienen prototipos reales. El ambiente en la iglesia está parcialmente inspirado en la arquitectura del Parlamento británico. Algunas de las cartas encontradas en el juego fueron dibujadas por un niño de cinco años, hijo de uno de los diseñadores. Al crear monstruos, se utilizó el simbolismo, así como los efectos sangrientos, «que nadie había visto antes». La idea de transferir parte de la acción a otra ciudad se consolidó debido al deseo del Team Silent de incluir ubicaciones que no podrían estar en la pequeña Silent Hill.
Akira Yamaoka, en respuesta a una pregunta sobre si comprende lo que está sucediendo en la serie, dijo que se preguntaba si al menos alguien que no fuera el propio Owaku entendió todo por completo. El compositor se sorprendió al saber que el juego está parcialmente basado en las teorías psicoanalíticas de Sigmund Freud. El guionista señaló que él mismo no estaba completamente consciente del significado de Valtiel hasta que Ito explicó su importancia en preparación para el lanzamiento de la guía Lost Memories. El director negó la idea de simplificar la historia, porque, en su opinión, «solo algo desconocido, inexplorado e incomprensible puede ser realmente aterrador». Takayoshi Sato, uno de los creadores clave de Silent Hill 2, tenía una visión diferente de la trama: «Me gusta el horror psicológico profundo, introspectivo. Me gustan las historias en las que los villanos no son realmente malvados, solo tienen sus objetivos y los persiguen. En Silent Hill 3 no se sintió alguna razón subyacente profunda. Para mí, SH3 es solo un horror ordinario, ya no psicológico».

### Simbolismo y análisis
Silent hill 3 tiene una conexión directa con el primer juego de la serie tanto en estructura como en características de la trama. Ambos comienzan en el otro mundo, al final del cual murieron los héroes, después de lo cual se despertaron en un restaurante y se encontraron con un representante de la ley. En el centro comercial, ambos personajes se encontraron con televisores que transmitían interferencias que mostraban la imagen de Cheryl. Tanto Harry como Heather tuvieron que luchar contra jefes que parecían gusanos. Cada uno de ellos tuvo una batalla en un parque de diversiones en un carrusel en movimiento. En dos juegos, la ubicación final fue un entrelazado de diferentes habitaciones, lo que refleja el pasado de los personajes: escuelas, hospitales, habitaciones de Alessa. Tanto Dahlia como Claudia se propusieron el objetivo de revivir a la deidad, y ambas tuvieron éxito. Ellas mueren y debido al uso de Aglaofotis, el personaje principal derrota al monstruo y abandona la ciudad de Silent Hill. Sin embargo, estas similitudes son difíciles de notar al pasar el juego.
La serie de juegos de Silent Hill a menudo usa el llamado «tema del baño». En Silent Hill 3, por primera vez, el mundo alternativo comienza a mostrarse después de que el personaje principal visita el baño de mujeres. Los desarrolladores explican que esto se debe a la «historia de terror» japonesa, diseñada para asustar a los niños. Según esta historia, un niño que ha caído en el orificio del inodoro no puede salir y desaparece sin dejar rastro. Este es un tipo de mensaje tanto para las costumbres japonesas en general como para las tradiciones de la serie en particular. El rojo es dominante en Silent Hill 3, simboliza la sangre y se demuestra más claramente en el momento del despertar de Heather en un centro comercial. La luz del atardecer que brota de la ventana en ese momento es mucho más brillante de lo que puede ser en realidad. La inspiración para esta escena fue la propia naturaleza que durante el otoño en el cielo de Tokio tiene un tinte rojizo. Otro color importante era el naranja, que denota una llama.

### Influencias

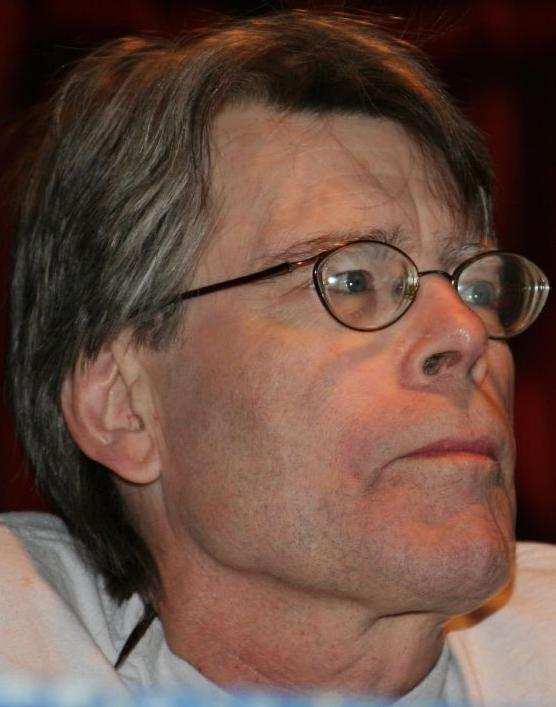
Stephen King es un representante del género de terror que ha tenido una influencia significativa en la serie Silent Hill

Al igual que con todos los juegos clásicos de Silent Hill, Silent Hill 3 tuvo mayor influencia en la película Jacob's Ladder. Una de las estaciones de metro en el juego lleva a Bergen Street, que tiene el mismo nombre de la calle en la cinta. Además, hay referencias a una serie de filmes, entre ellos: Session 9 de Brad Anderson, Suspiria de Dario Argento, Una nueva esperanza de George Lucas, Eraserhead de David Lynch, The Changeling de Peter Medak, Pet Cemetery de Mary Lambert, In the Mouth of Madness de John Carpenter, Ringu de Hideo Nakata, El quinto elemento de Luc Besson, la serie de anime Sailor Moon y varios otros. También existe el efecto inverso de Silent Hill 3 en el cine, en particular en la primera adaptación cinematográfica Sillent Hill dirigida por Christophe Gans. El juego presenta tres referencias, en una donde en los edificios puedes encontrar el cadáver de un hombre con una pistola, que recuerda a Solid Snake, el personaje principal de Metal Gear Solid. Alternativamente, Brookhaven es una tira cómica de la serie de juegos Resident Evil, el rival más cercano de la serie, que yace en el contenedor. En un centro comercial, Pac-Man se muestra en una de las puertas.
Los desarrolladores también notaron que uno de los escritores que influyó en el videojuego fue el novelista de terror, Stephen King; en particular, sus obras La niebla, Skeleton Crew y Carrie. Entre las otras obras que los creadores destacaron fueron Fantasmas y The Door to December de Dean Koontz, Tōno Monogatari del folclorista Kunio Yanagita, Inugami y Shikoku Masako Bando, Sting Robert R. McCammon, Box Man del escritor Kōbō Abe, El gato negro de Edgar Allan Poe. Hay alusiones a los cuentos de hadas clásicos en el juego: Las aventuras de Alicia en el país de las maravillas de Lewis Carroll, Cenicienta de Charles Perrault, El maravilloso mago de Oz de Frank Baum, Blancanieves de los hermanos Grimm y Mamá Ganso. Uno de los cuentos, La bestia y la hechicera, se inventaron los creadores. Además, la literatura más «adulta» fue tocada por Shakespeare: Hamlet, Romeo y Julieta, El rey Lear, Otelo y Macbeth. La naturaleza dramática de estas tragedias tiene una fuerte conexión con el tema del juego.
Los desarrolladores se inspiraron en los trabajos no estándar de los mangakas japoneses Daijirō Morohoshi (Shiori to Shimiko) y Junji Ito (The Town Without Streets). Otros artistas que influyeron en el juego incluyeron al artista Jheronimus van Aken, el pintor Pieter Brueghel, los surrealistas Salvador Dalí y Andy Warhol. La religión del culto mencionada en Silent Hill 3 hace eco parcialmente de la cábala. Las trece calles de Silent Hill, que se indican en el mapa del segundo y tercer juego, llevan el nombre de los escritores. Estos incluyen el autor de fantasía Robert Nathan, el dramaturgo David Wiltse, el novelista de misterio David Lindsay, el novelista de detectives Andrew Vachss, especializado en el suspenso psicológico, David Martin, que trabaja en el género de suspenso de ciencia ficción William Katz, los autores del realismo mágico Jonathan Carroll, Lawrence Sanders, Richard Neely, Thomas Harris, John Saul, Ronald Munson y Ruth Rendell.

### Diseño de personajes
Los personajes de Silent Hill 3, como su predecesor, estuvieron influenciados por artistas reales. Cada uno de los cuatro personajes principales fueron elaborados en detalle, tenían sus propias características distintivas. Los creadores buscaron que estuvieran lo más vivo posible, como se verían en la vida real. Los desarrolladores consideraron que un número relativamente pequeño de héroes del triquel solo benefició al juego.
Inicialmente, el equipo de creadores quería nombrar al personaje principal Helen, pero este nombre era demasiado anticuado y se cambió por el nombre de la actriz que interpretó a la protagonista. Inicialmente, Team Silent representó a Heather como una niña dulce, joven e inocente, pero se decidió abandonar esta idea. Shingo Yuri, diseñador de personajes, utilizó como punto de referencia para la imagen exterior de ella a dos actrices que se hicieron famosas por sus papeles en la adolescencia: Sophie Marceau y Charlotte Gainsbourg. La idea de la protagonista difería entre los equipos masculino y femenino de los desarrolladores. Yuri quería retratar a Heather con el pelo liso y pantalones vaqueros, mientras que sus compañeras insistían en el pelo ondulado y una falda que dejaba al descubierto sus piernas. Se suponía que estas características daban al personaje feminidad y atractivo sexual, por lo que persuadieron a Yuri, dándole un sentido de moda a las mujeres.
Douglas Cartland obtuvo su nombre en honor al popular actor de los años 1920 Douglas Fairbanks. Aunque los creadores señalaron que el personaje no tiene otra conexión con su homónimo. La imagen de un detective privado discreto se formó en las primeras etapas de desarrollo y se afianzó hasta el lanzamiento del juego. Los creadores explicaron que Douglas se está peinando para ocultar su cabeza calva. Los bocetos de él fueron los actores Giancarlo Giannini e Ian Holm.
El personaje de Claudia Wolf fue el más difícil para los desarrolladores. Los primeros bocetos sugieren que Claudia podría verse como una musulmana con una paranja, con una cola larga de vestido, una niña con un traje estricto, una mujer calva tatuada, sin embargo, todos estos arquetipos fueron rechazados. Tal como lo concibió Team Silent, la aparición de una antagonista debería inspirar miedo; ella se ve rara, misteriosa y conservadora. Al final, los creadores encontraron un equilibrio al ver una foto inusual de la revista de moda donde la modelo no tenía cejas, lo que hacía imposible determinar sus sentimientos. Basado en la imagen de Julianne Moore, quitaron las cejas y ajustaron ligeramente las proporciones de la cara. Inicialmente, la antagonista llevaba el nombre de Christie, sin embargo, se consideró «demasiado dulce» y posteriormente se reemplazó. El personaje lleva el nombre de la actriz italiana Claudia Cardinale.
Vincent adquirió su nombre en honor a Vincent Gallo, que se caracteriza por no afeitarse. El vestuario del personaje en el juego es bastante formal, y se consideraron otros estilos con ropa casual y «callejero» descuidado. Durante una conversación, uno de sus ojos no mira al interlocutor. Este detalle fue tomado de Jeffrey Goines interpretado por Brad Pitt de la película Doce monos. En una etapa temprana de desarrollo, los creadores se centraron en la imagen del actor y escritor estadounidense Ethan Hawke. Las características de los actores enfatizan el «nerviosismo y la capacidad de cambio de humor» del personaje.

### Monstruos
El videojuego tiene unos quince tipos de monstruos, incluidos cinco jefes. Cada una de las criaturas tiene un cierto simbolismo, junto con el deseo de los desarrolladores de despertar el asco de los jugadores. Por ejemplo, Insane Cancer, que es un gran cuerpo hinchado, se llama así porque su apariencia inspira pensamientos de un tumor de cáncer. Team Silent trató de incluir una gran cantidad de enemigos para que los jugadores pudieran disfrutar de varias tácticas para tratar con ellos. Los sonidos hechos por las criaturas se basan en una mezcla de efectos digitales y voces de animales. El Double head ruge como león, el Closer como un rinoceronte mientras respira y el Numb Body hace sonidos como burros y monos.
Al crear monstruos, los desarrolladores se guiaron por la siguiente teoría. En las pinturas antiguas, los demonios se representaban con cuernos, pezuñas y colmillos para inspirar miedo, basado en el temor a los animales salvajes. En el mundo moderno, un hombre tiene miedo de una cosa: su propia especie. El director de arte Masahiro Ito, al crear el «bestiario», utilizó características cercanas a las humanas en sus obras. Sus armas son partes del cuerpo.
Uno de los monstruos centrales es Valtiel, cuyo nombre se deriva del francés valet, que significa «sirviente». No es hostil y es un sirviente cuyo objetivo es revivir a «Dios». A menudo se lo puede encontrar girando válvulas. Los creadores explican que la válvula es un paso entre mundos paralelos, y la rotación significa renacimiento. Los desarrolladores observaron las similitudes entre Valtiel y Pyramid Head en como «la túnica del verdugo ... se basa en la aparición de Valtiel, un ángel en la religión local». La cara de la criatura está cubierta con una máscara de cuero. También aparecen monstruos clásicos de la serie como el Double Head que son, de hecho, los «perros guardianes ... en el mundo del infierno» y las enfermeras.
Otro monstruo clave es «Dios», que representa visualmente a un gigante con la cara de Alessa con un cuerpo formado de forma incompleta. Los desarrolladores notan que la aparición de este es demasiado siniestra para pertenecer a alguien que trae el cielo a la tierra. Su apariencia está asociada con la fuerza de la ciudad, capaz de realizar ilusiones y pensamientos subconscientes ocultos. Así que, «Dios», es el resultado del propio engaño, es una ilusión materializada. Su carta, Ojo de la noche, corresponde al sonido vocal del hebreo. Fue especialmente inventado por los creadores, ya que en estas cartas del Tarot no existe ese símbolo y solo corresponden a consonantes.
El diálogo entre Vincent y Heather en la Iglesia de la Orden es indicativo. Las frases pronunciadas por ellos ponen cierto punto en las discusiones sobre las personas desaparecidas de la ciudad turística. Vincent implica que la protagonista mató criaturas que no eran monstruos. Algunos entendieron sus palabras de tal manera que todos eran ángeles. Esta teoría se ve reforzada por la frase en Jacob's Ladder «si tienes miedo a la muerte e intentas aferrarte a la vida, tus demonios harán trizas tu alma. Pero si aceptas lo que se pretendía, los demonios se convierten en verdaderos ángeles y solo te ayudan a abandonar la vanidad del mundo». Otra interpretación de lo que se dijo es que todos los monstruos eran en realidad seres humanos, solo Heather los ve como criaturas repugnantes. A juzgar por su reacción, llega a la misma conclusión. Sin embargo, al final del diálogo, Vincent solo se encoge de hombros, lo que deja una pregunta ambigua si esto fue una broma. Esta variación explica cómo Claudia pudo obligar a que un monstruo matara a Harry Mason. Pero, la versión tiene su propio defecto: si personas inocentes murieran en Silent Hill, la policía arrestaría rápidamente a la protagonista. El objetivo principal de los desarrolladores fue crear un mundo «impregnado de dudas», donde «no hay ni blanco ni negro, todo es relativo». Sobre los monstruos Hiroyuki Owaku dijo:

Algunas enseñanzas filosóficas dicen que las apariencias no son necesariamente realidades. Lo que ves y yo veo puede variar. Lo mismo se aplica a los monstruos que se encuentran en el juego. Es por eso que Vincent se sorprende cuando Heather le cuenta sobre los monstruos ... Es posible que sean personas como tú. Quizás incluso sean tus vecinos. Esto ... puede ser cierto, o puede no serlo.

## Lanzamiento
Silent Hill 3 se lanzó para PlayStation 2 en Europa el 23 de mayo de 2003, en Japón el 3 de julio, y en América del Norte el 5 de agosto. La versión para PC se publicó el 31 de octubre de 2003 en Europa, Asia y China y el 25 de noviembre de 2003 en los Estados Unidos. Se diferenciaba de su contraparte para consola en los gráficos que admitían una resolución más alta y la posibilidad de guardar el juego en cualquier lugar. Un lanzamiento europeo temprano se debió a las «consideraciones comerciales» de Konami. En Rusia, Soft Club fue responsable de publicar y distribuir una versión parcialmente traducida del juego para PC y la edición en inglés para PlayStation 2. Además de las publicaciones oficiales, también hubo versiones pirateadas sin acompañamiento musical, que se distribuyeron en dos CD, mientras que la edición original se publicó en un DVD.
En 2006 el juego, junto con la segunda y cuarta parte de la serie, se incluyeron en Silent Hill Collection que fue lanzado en Europa y Estados Unidos y que coincidió con el estreno de la película Silent Hill. También se agregaron a Silent Hill HD Collection, que a diferencia de las reediciones anteriores, tiene gráficos mejorados y soporte para el sistema de trofeos de PlayStation Network y logros de Xbox Live. Además del disco estándar, se propuso una publicación digital del juego en los servicios XBLA y PSN. En Rusia, el distribuidor para ambas plataformas fue 1C-SoftKlab, los juegos no fueron traducidos y se presentaron completamente en inglés. Tomoyuki Tsuboi, presidente de Konami Digital Entertainment, dijo:

Asustamos a toda una generación de fanáticos durante la última década, pero los fanáticos de la segunda y tercera parte de Silent Hill no obtuvieron todo lo que pudimos darles. Silent Hill HD Collection ofrece una nueva forma de experimentar el horror a través de tus juegos favoritos de la serie y mostrar los orígenes de Silent Hill a una nueva generación.

Konami anunció el juego en el Pre-E3 Show 2011, el 2 de junio de 2011, ese mismo año Tomm Hulett confirmó que sería el productor. Inicialmente, se desconocían las fechas de lanzamiento y las plataformas. En la Electronic Entertainment Expo 2011, se supo que el relanzamiento aparecería exclusivamente en PlayStation 3 en el otoño de 2011. A finales de junio, la tienda en línea GameStop declaró en la página del producto que la colección se llamaría Silent Hill Re-Mastered Collection y que saldría a la venta el 20 de septiembre. En Gamescom, Hulett anunció el lanzamiento del juego, incluido en Xbox 360, presentó un ejemplo del nuevo doblaje de Silent Hill 2 y dijo que Mary Elizabeth McGlynn sería la ingeniera de sonido para el relanzamiento. El 29 de agosto de 2011, aparecieron las portadas de la colección y las dos primeras capturas de pantalla de Silent Hill 3. El 4 de enero de 2012, los desarrolladores lanzaron otras 10 capturas de pantalla. Las primeras imágenes eran ligeramente diferentes del original (como ejemplo, a una de ellas le faltaba luz roja que salía de la ventana en el momento que Heather se despierta en el centro comercial). El 20 de marzo, Konami Digital Entertainment presentó el último lote de 6 capturas de pantalla de diferentes versiones: antiguas y remasterizadas. El lanzamiento se pospuso muchas veces, inicialmente para septiembre-octubre, luego el 1 de diciembre de 2011, luego el 24 de enero y el 6 de marzo de 2012. Al final, la colección se publicó el 20 de marzo en los Estados Unidos, el 22 de marzo en Corea, el 29 de marzo en Japón, el 30 de marzo en Europa y el 5 de abril de 2012 en Australia. En Corea y Japón, la colección se presentó solo en la plataforma PlayStation 3; en otros países, en ambas plataformas. Inicialmente, en Rusia se suponía que saldría a la venta el 9 de febrero de 2012, pero el lanzamiento tuvo lugar el 1 de mayo.

### Ventas
Silent Hill 3 vendió 300 000 copias hasta noviembre de 2003 y encabezó las listas de ventas en Japón. Según las clasificaciones de la prensa rusa, el videojuego llegó varias veces a conteos de los diez juegos más vendidos: en el octavo lugar en Rusia con una calificación relativa de 11 puntos, un mes después subió al quinto lugar con un índice de 14 puntos; alcanzó el cuarto lugar en Japón (versión para PS2). En el Reino Unido, comenzó desde el séptimo lugar, un mes después la calificación cayó una posición. Crystal Reed, columnista de Eurogamer, describió el juego de computadora con respecto a sus ventas como un «éxito de las tiendas europeas». Con la reedición del juego, la situación fue algo diferente. Debido a las numerosas quejas de los clientes sobre una gran cantidad de errores, la tienda en línea Amazon.com ha suspendido la venta de Silent Hill HD Collection. Posteriormente, Konami ofreció cambiar la colección en la versión para Xbox 360 por otro juego. La oferta fue válida del 8 de agosto al 7 de octubre de 2012.

### Comercialización
El videojuego se presentó oficialmente el 21 de mayo de 2002 en la Electronic Entertainment Expo. Algunas escenas del juego se exhibieron a la prensa el día anterior al E3 en el Dolby Theatre de Burbank, Los Ángeles y luego se mostró el primer avance. En el Tokyo Game Show, también se presentó una demo, en la que solo había el primer nivel, un parque de diversiones y un nuevo vídeo. El tercer avance Gamer's Day vino con la segunda demo al mismo tiempo, que incluía fragmentariamente ubicaciones como un centro comercial, el metro y un edificio de oficinas. Silent Hill 3 fue nombrado «el juego más notable de la próxima temporada». La demostración tuvo lugar en el Dolby Theatre donde asistieron Akira Yamaoka, Masahiro Ito, Ken Ogasawara, director de la unidad estadounidense de Konami, y más de cincuenta periodistas. El tráiler de lanzamiento se presentó en el E3 2003 que llevaba la inscripción «El miedo a la sangre tiende a crear [sic] miedo por la carne», mientras el compositor Yamaoka y el gerente Hirotaka Ishikawa presentaron la demostración.
La reedición se presentó en el Tokyo Game Show 2011, durante el cual se distribuyeron folletos con una breve descripción de la trama. La demo jugable de Silent Hill HD Collection con los comentarios de Tomm Hulett se lanzó como vídeo el 4 de enero de 2012, exclusivamente para GamesRadar, con una duración de 5 minutos y 16 segundos, y mostró el primer nivel. El 22 de julio de 2011, se presentó un tráiler de compilación en Comic-Con. El avance expuso un corte de recopilados del segundo y tercer juego de la serie, así como extractos breves de las reseñas de IGN y GamePro. Además incluía una voz en off de Mary y Heather: «En mis sueños inquietos, veo ese pueblo. Silent Hill. ¿Es esto un sueño ...? ¡Tiene que ser! ¿Pero cuando voy a despertar?».
En 2003, We Productions junto con Konami lanzaron un documental llamado Silent Hill 3: Naissance d'une renaissance (en francés Silent Hill 3: Nacimiento para un renacimiento), dirigido por Nicolas Beuglet. El DVD Lost Memories «The Art & Music of Silent Hill» contenía un vídeo relacionado con el juego Usagi. También se publicaron cuatro guías oficiales: Official Complete Guide, Official Guidebook, Navigation File y Official Strategy Guide. Las tres primeras fueron para Japón y la última para Estados Unidos. El volumen de los productos impresos varía de 143 páginas a 360, y las empresas NTT Publications, Futaba Publication, New Age y Brady Games se encargaron de las ediciones. Silent Hill 3 también aparece en Silent Hill: Lost Memories, una guía de los primeros tres juegos de la siere. Entre los otros materiales impresos, la novela de 288 páginas de 2007, Silent Hill 3: The Novel, se destaca como una adaptación literaria en japonés de Sadamu Yamashita. El álbum ilustrado Drawing Block: Silent Hill 3 Program, fue una edición limitada que se distribuyó conjuntamente con dos carteles.
En julio de 2003, en la tienda japonesa Konami Style, se podían comprar 5 camisetas diferentes de cualquier tamaño sobre el tema del juego, llamadas SEXY Heather 1, SEXY Heather 2, USA, Heather y Robbie. El 10 de diciembre de 2010, la misma tienda brindó la oportunidad de comprar una figura de colección de Valtiel de 30 centímetros, creada en una escala del 1 al 6. En el evento, el Wonder Festival 2012 presentó la figura del Missionary, uno de los jefes del juego, de una altura de 23 centímetros, creado a partir de resina sólida. Al realizar un pedido anticipado de Silent Hill HD Collection a través del minorista europeo Zavvi era posible obtener una camiseta con la inscripción «Bienvenido al lago Toluca» de forma gratuita.

## Banda sonora
La banda sonora de Akira Yamaoka fue lanzada en Japón el 16 de julio de 2003, en Norteamérica el 5 de agosto de 2004 y en Europa el 23 de mayo. Los álbumes difieren en diseño, además, en la versión japonesa hay una canción adicional «Rain of Brass Petals — Three Voices Edit», debido a esto contiene veintiséis temas. Original SoundTrack se distribuyó en Estados Unidos con la edición de Playstation 2 del juego; la europea estaba disponible de forma gratuita al comprar Silent Hill 3 en PS2 o PC. Además, se lanzaron la Limited Edition, que es una versión del álbum distribuida en Gamers Day 2003, y la Special Mini Sound Track, que vino en un disco de tres pulgadas, que se incluyó en las primeras copias de la edición japonesa del juego para PS2.
El álbum se incluyó en la colección Silent Hill Sounds Box, siete de las canciones del disco se pusieron en la UMD The Silent Hill Experience, 24 temas estaban en la compilación Lost Memories "The Art & Music of Silent Hill". «You're Not Here» apareció en los videojuegos DanceDanceRevolution EXTREME y Dance Dance Revolution Super Nova. Como material de archivo para la canción, se hizo un vídeo en el que Heather canta con la voz de Mary McGlynn. Las composiciones seleccionadas sonaron tanto en la primera como en la segunda película de la serie. El compositor Yamaoka pasó unos siete meses trabajando en el sonido. Alrededor de 70 minutos de música son parte del juego.
Las pistas contienen diferentes géneros: industrial, ambiente oscuro, trip hop, noise y rock. El compositor utilizó en sus obras instrumentos musicales como el piano, teclado, batería, guitarra, violín, sintetizador, mandolina y órgano. Al crear el álbum, se utilizaron materiales que tenían sonido tridimensional. Las composiciones musicales incluyen voces, femeninas de Mary Elizabeth McGlynn («Lost Carol», «You're Not Here», «Letter», «I Want Love») y masculinas, de Joe Romersa («Hometown»). El grupo sueco Interlace participó en la grabación de la canción extra. El vocalista de la banda, Oscar Wilkinson, también escribió el prólogo de la apertura para la versión japonesa del álbum. Los sonidos recitativos de McGlynn en «Float Up From Dream», «Dance With Night Wind», «Breeze - In Monochrome Night», «Clockwork Little Happiness», «Walk On Vanity Ruins» y «Sun». Se cree que la aparición de voces femeninas en la banda sonora está asociada con el deseo de Yamaoka de resaltar la aparición de una niña frágil como el personaje principal.
Bandas como Killing Joke y Alien Sex Fiend influyeron en el trabajo de Yamaoka. La fuente de la atmósfera profunda de la banda sonora se origina en las composiciones de George Winston y Vangelis. El techno alemán, representado por artistas como Deutsch Amerikanische Freundschaft, Nitzer Ebb y Klaus Nomi, tuvieron una gran influencia en el trabajo del compositor. También se inspiró en la música synth pop de los años 1980, en especial de Midge Ure.
Se conoce que durante el desarrollo del álbum, los representantes de Konami se contactaron con el estudio Magnitude 8 Post. Así es como hablaron con Joe Romersa, quien más tarde se convirtió en el supervisor musical del proyecto. Como este último conocía a McGlynn, la propuso, según Yamaoka, más de cincuenta audicionaron para vocalistas en Los Ángeles; Romersa, sin embargo, refutó tal declaración, diciendo que no era más que una «leyenda» y, de hecho, solo hubo seis. De una forma u otra, McGlynn fue confirmada como la vocalista principal. En el momento de la prueba, ella era la directora de voz. El compositor, buscaba una voz que se parezca a PJ Harvey o Shirley Manson, se sorprendió de como la voz de ella coincidía con sus ideas, ya que podía expresar muchas emociones, además, McGlyn era una actriz experimentada y talentosa.
Las letras de las canciones fueron escritas por Romersa. El trabajo tuvo lugar en los Estados Unidos. Yamaoka envió una pista y expresó ideas sobre la canción. Después de escuchar la composición, McGlynn y Romersa discutieron el texto, decidieron cuáles deberían ser las voces de fondo, rehicieron los momentos controvertidos, experimentaron y finalmente grabaron la versión final. «Nunca tuvimos momentos de malentendidos y desacuerdos», afirmó ella. Según los comentarios de los desarrolladores, el tema introductorio «You’re Not Here» habla sobre los sentimientos que conlleva la pérdida de un ser querido; «Letter» es una canción llena de dolor y esperanza para el futuro; «I Want Love» enfatiza la tristeza y la similitud del destino de Heather y Douglas; «Hometown» es una composición memorable sobre la historia de la ciudad.
Al crear las pistas musicales, el compositor buscaba inspiración en las emociones que surgían al leer el guion. Quería crear un sonido «más parecido a la realidad que a la fantasía». La base de algunas composiciones se encontró por casualidad, por lo que Yamaoka, mientras veía una película sobre el vudú en la televisión, escuchó una voz masculina grave y profunda que parecía que recitaba una oración durante el ritual. Más tarde, esta voz se utilizó en «Prayer» El diseño de sonido para Yamaoka en la serie siempre se ha considerado especial, y el proceso de su creación le dio al compositor una sensación de placer. Describió al álbum como algo entre sonido adaptativo e interactivo, también comentó sobre la banda sonora:

Cuando compongo una lista de canciones de la banda sonora, trato de organizar las canciones en un orden tal que el álbum no sea aburrido. Como regla general, la primera pista elijo el tema principal, la última, la música de los títulos finales. De la banda sonora de Silent Hill 3 llegó un álbum conceptual. Quería que el oyente se sumergiera en la música de principio a fin, así que agregué algunas canciones especialmente para el álbum, que no estaban en el juego en sí. Algunos de ellos tienen un narrador que conecta todas las pistas en una sola historia.
Akira Yamaoka

### Crítica

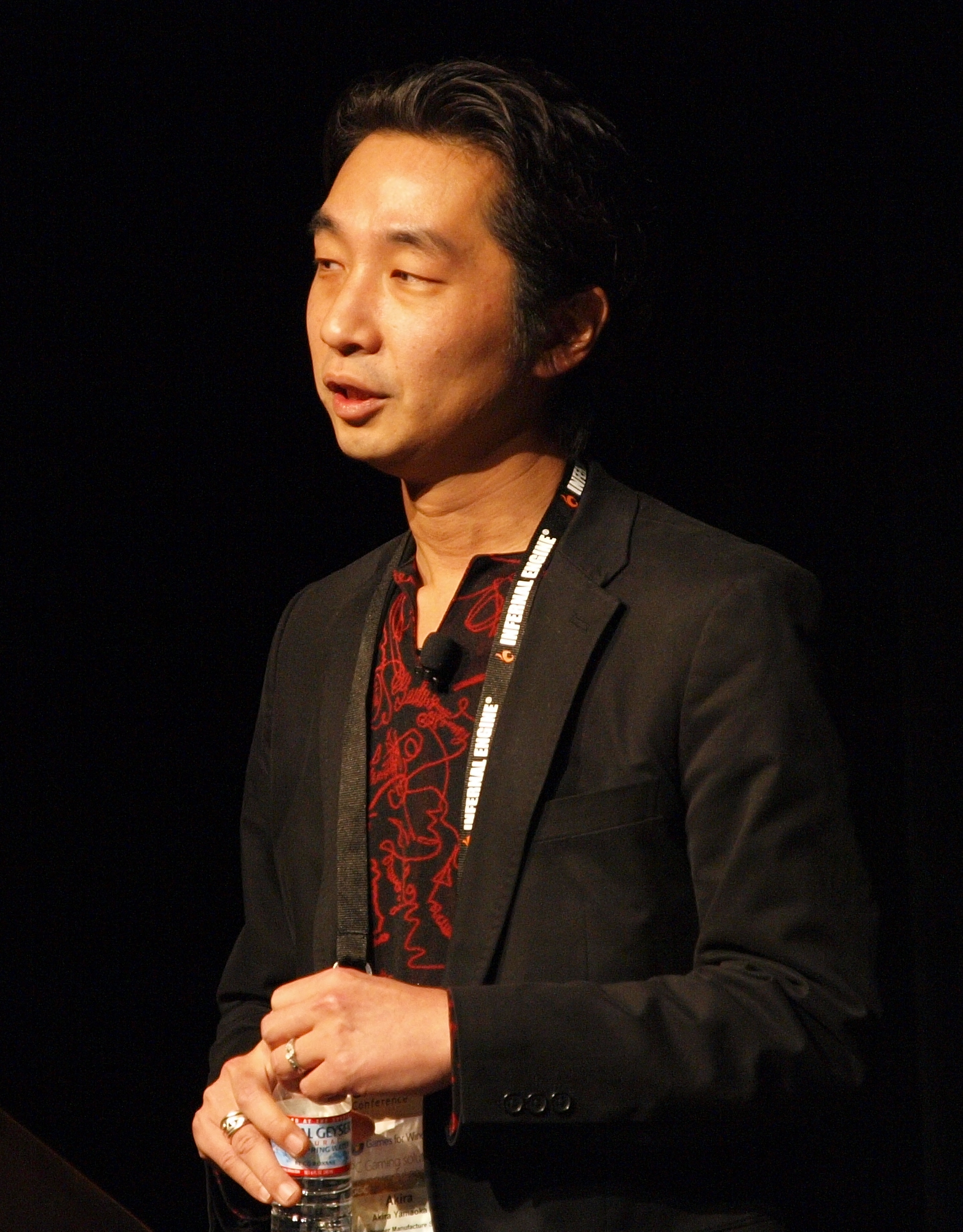
Akira Yamaoka es el principal compositor de la serie Silent Hill. Su canción «Never Forgive Me, Never Forget Me» ha sido utilizada repetidamente en una selección de vídeos sobre personas que murieron durante el año en el lanzamiento final del programa Vremya.

El álbum tuvo crítica positivas. En el portal Game-OST, Mars, elogió al compositor por su trabajo innovador. Las letras de las canciones, únicas debido a la profundidad del significado artístico oculto en ellas, se marcaron positivamente. Declaró que la banda sonora es en realidad una historia contada por Heather, donde el lado lírico acompaña a la atmósfera y destacó especialmente la mezcla de estudio de «I Want Love». Según la página, el álbum ocupó la octava posición en la clasificación de las «50 mejores bandas sonoras».
El crítico Simon Smith de Game-OST le dio una nota de 8 de 10. Indicó que la banda sonora continúa la tendencia descrita anteriormente y se está volviendo «más melódica y menos ambiental». Se describió a «You're Not Here» como un himno de rock, donde las voces son «la mezcla perfecta de sexo y rabia». También se destacaron los teclados dramáticos excepcionales en «Breeze - in Monochrome Night», la dulce y malvada «Sickness Unto Foolish Death», la compleja melodía de órgano en «Clockwork Little Happiness», las notas sombrías de guitarra en «Please Love Me ... Once More», la voz masculina de ópera en «Maternal Heart», el nervioso acompañamiento demoníaco en «Prayer» y la canción diabólicamente épica «Rain of Brass Petals - Three Voices Edit» al estilo del death metal. Recibió negativamente «I Want Love», en contraste con la versión de «Studio Mix». Aunque desconfiaba un poco de la canción «Hometown», que es una reconstrucción del tema del título original, Silent Hill, cuyo sabor es «difícil de sentir al principio». En conclusión, el crítico llamó al álbum «una increíble obra de arte» como «parte de la perfección».
En Square Enix Music Online elogiaron mucho la banda sonora del juego, escrita en tres reseñas de diferentes críticos. Kero Hazel señaló las similitudes con el álbum anterior como las repeticiones que en su opinión son «la única maldición de una música tan exquisita». El recitativo de Mary, que suena en inglés en lugar de japonés, se vio positivamente; la composición rítmica de «Clockwork Little Happiness»; la triste melodía con texto optimista de «Letter — from the Lost Days»; las voces increíbles en «I Want Love (Studio Mix)»; la composición clásica de «A Stray Child» y la canción de cuna única «Uneternal Sleep». Se destacaron especialmente las nostálgicas sorpresas en la dirección de «Theme of Laura» del segundo álbum y del primer Silent Hill.
El crítico Resk le dio una nota de 8 sobre 10 e hizo hincapié en escuchar la banda sonora de Silent Hill que evoca una sensación de toque artístico sutil al trabajo atmosférico. La música, en su opinión, se está convirtiendo en la verdadera fuerza dominante en el juego. También señaló que las dos canciones más distinguidas del álbum son «Float Up from Dream» y «Sun», que se crean en un estilo épico, pseudobíblico. Ambos aclaran las complejidades de la trama del juego; caracterizan positivamente la voz tranquila y relajante de McGlynn y la agradable música de fondo. Entre las composiciones instrumentales, se destacan temas como «Please Love Me ... Once More», «Dance with Night Wind» y «Walk on Vanity Ruins». Elogió los temas, ya que le dan al álbum unicidad, aunque consideró que la versión estándar de «I Want Love» no la amaba y que «Hometown» con la voz de Romersa al estilo del heavy metal es inapropiada, y que no se relaciona con el resto del álbum.
Z-Freak señaló que la banda sonora le dio al juego una «terrible dimensión de realismo». Una canción digna de mención, según el autor, es la canción «You're not Here» con voces increíbles y letras reflexivas. Incluyó «Breeze - In Monochrome Light» entre los temas ambientales más notables, que consiste en una misteriosa melodía de órgano, respaldada por efectos metálicos y un hermoso, pero triste piano. «A Stray Child» lo describió como una composición de órgano en la que el violín causa miedo, depresión y soledad. A «Prayer» la llamó inquietante, emocionante a «Flower Crown of Poppy», irritante a «Float up from Dream». En resumen, expresó la opinión de que la banda sonora era «todavía su favorita» y calificó al álbum con un 8 de 10.

### Lista de canciones
| Silent Hill 3 Original Soundtracks |                                                         |          |  |
| N.º                                | Título                                                  | Duración |  |
| 1.                                 | «Lost Carol» (Mary Elizabeth McGlynn)                   | 0:37     |  |
| 2.                                 | «You’re Not Here» (Mary Elizabeth McGlynn)              | 3:46     |  |
| 3.                                 | «Float Up from Dream» (Mary Elizabeth McGlynn)          | 1:22     |  |
| 4.                                 | «End of Small Sanctuary»                                | 1:42     |  |
| 5.                                 | «Breeze — in Monochrome Night» (Mary Elizabeth McGlynn) | 4:14     |  |
| 6.                                 | «Sickness Unto Foolish Death»                           | 3:06     |  |
| 7.                                 | «Clockwork Little Happiness» (Mary Elizabeth McGlynn)   | 3:24     |  |
| 8.                                 | «Please Love Me... Once More»                           | 1:54     |  |
| 9.                                 | «A Stray Child»                                         | 5:28     |  |
| 10.                                | «Innocent Moon»                                         | 1:38     |  |
| 11.                                | «Maternal Heart»                                        | 3:02     |  |
| 12.                                | «Letter — from the Lost Days» (Mary Elizabeth McGlynn)  | 0:51     |  |
| 13.                                | «Dance with Night Wind» (Mary Elizabeth McGlynn)        | 5:21     |  |
| 14.                                | «Never Forgive Me, Never Forget Me»                     | 2:19     |  |
| 15.                                | «Prayer»                                                | 1:40     |  |
| 16.                                | «Walk on Vanity Ruins» (Mary Elizabeth McGlynn)         | 2:44     |  |
| 17.                                | «I Want Love» (Mary Elizabeth McGlynn)                  | 2:45     |  |
| 18.                                | «Heads No. 2»                                           | 1:13     |  |
| 19.                                | «Memory of the Waters»                                  | 1:46     |  |
| 20.                                | «Rain of Brass Petals»                                  | 3:39     |  |
| 21.                                | «Flower Crown of Poppy»                                 | 2:13     |  |
| 22.                                | «Sun» (Mary Elizabeth McGlynn)                          | 1:47     |  |
| 23.                                | «Uneternal Sleep»                                       | 1:00     |  |
| 24.                                | «Hometown» (Joe Romersa)                                | 6:04     |  |
| 25.                                | «I Want Love (Studio Mix)» (Mary Elizabeth McGlynn)     | 4:40     |  |
| 26.                                | «Rain of Brass Petals — Three Voices Edit» (Interlace)  | 5:01     |  |

| Silent Hill 3 Original Soundtrack Limited Edition |                                                        |          |  |
| N.º                                               | Título                                                 | Duración |  |
| 1.                                                | «You're Not Here» (Mary Elizabeth McGlynn)             | 3:45     |  |
| 2.                                                | «Breeze ~ In Monochrome Night»                         | 3:07     |  |
| 3.                                                | «Dance with Night Wind»                                | 5:12     |  |
| 4.                                                | «Letter ~ From the Lost Days» (Mary Elizabeth McGlynn) | 3:54     |  |

| Silent Hill 3 Special Mini Sound Track |                                                        |          |  |
| N.º                                    | Título                                                 | Duración |  |
| 1.                                     | «You're Not Here» (Mary Elizabeth McGlynn)             | 3:46     |  |
| 2.                                     | «Heads No. 1 (Unreleased)»                             | 3:20     |  |
| 3.                                     | «Bleeze ~ In Monochrome Night»                         | 3:07     |  |
| 4.                                     | «Letter ~ From the Lost Days» (Mary Elizabeth McGlynn) | 3:54     |  |
| 5.                                     | «Life (Unreleased)»                                    | 4:55     |  |

## Recepción
Silent Hill 3 obtuvo críticas positivas, al recibir una calificación de 83,79 % en Game Rankings para la versión de PlayStation 2 basada en 66 revisiones y 70,42 % en la versión de PC basada en 12 revisiones. En el sitio web de Metacritic, la calificación total del juego fue de 85 puntos sobre 100 para PlayStation 2 (basado en 41 revisiones) y 72 puntos sobre 100 para PC (basado en 12 revisiones). El culto a la secta de la Orden está en la lista de siete religiones de videojuegos locos según el sitio web GamesRadar. El juego ocupó el tercer lugar en la clasificación de «Escenas tontas en el género de horror de supervivencia» de la misma publicación debido al comportamiento del cuerpo monstruo Numb, apodado el «pollo púrpura». Rabbit Robbie y Valtiel fueron incluidos en la lista de las 13 peores criaturas de la serie. Silent Hill 3 ocupó el quinto lugar en la clasificación de los 10 mejores juegos de miedo según GameSpy y el octavo en la lista «Los juegos más aterradores: los diez mejores para jugar» según T3 en línea. Heather ocupa el segundo lugar en la lista «Five Top Video Game Heroes», de Official Xbox Magazine, Según los resultados de la votación por SMS celebrada del 26 de octubre al 1 de diciembre de 2004 por la revista Igromania, fue nombrada la heroína más memorable de la serie: recibió 426 votos de 1022.

### Crítica

#### Versión original
En el portal GameSpot, Tyler Winegarner, le puso 8,4 puntos sobre 10 al evaluar la versión PS2 del juego, dijo que la serie se ha convertido en una franquicia fuerte, convirtiéndose en un nuevo estándar para la industria del juego. El lento desarrollo de la trama se llama uno de los pequeños defectos del proyecto. El componente técnico se define como el lado más fuerte del videojuego: la imagen granulada y los efectos dinámicos de iluminación elevaron el nivel de expectativas de los gráficos de la consola, creando «efectos visuales realmente sorprendentes». Los modelos altamente detallados, las texturas de alta resolución, la animación y el sonido de los personajes se notan positivamente. Según el crítico, la banda sonora es lo más sobresaliente, ya que crea una atmósfera de miedo y tensión, y la música le da a Silent Hill 3 profundidad y consideración. En conclusión, el autor calificó al juego como un digno sucesor de la serie, aunque con un juego anticuado, pero con un estilo oscuro y psicológico inusual.
Scott Osborne, crítico de GameSpot, le dio 7,6 puntos de 10 y opinó que Silent Hill 3 continúa la tradición de la serie en el campo de la atmósfera espeluznante y el suministro incómodo de historias sin desarrollar. El juego no tiene una jugabilidad sobresaliente, pero hay un mundo alarmante en el que el jugador se sumerge con la cabeza. También señaló que el juego provoca una sensación de vómitos, pero no debido a la gran cantidad de sangre en el cuadro, sino por el control torpe y la cámara salvaje. El juego fue diseñado con un enfoque en el mando, lo que crea dificultades al usar el teclado. El personaje principal fue recibido positivamente; videos cinematográficos basados en el motor del juego; ambiente único, no susceptible a la lógica; la habilidad envidiable de transformar ubicaciones ordinarias, a primera vista, en alternativas, usando sangre, podredumbre y óxido; estimulación de la propia imaginación para crear miedo basado en el miedo a lo que no ves; banda sonora milagrosa; capacidad de elegir el nivel de dificultad de los rompecabezas texturas detalladas y hermosos gráficos. Los atributos se atribuyen al sistema de combate, que está en su infancia, no a los mejores acertijos y la indiferencia general de Heather como reacción a la aparición de monstruos.
Allen Rausch de GameSpy, calificó con 3 estrellas de 5 y dijo que el juego combina una atmósfera increíblemente rica y una historia aterradora, ligeramente desarticulada. Sin embargo, junto con ellos, la tercera parte está repleta de algunos problemas que son peculiares del juego completo y de la PC. La trama se llama uno de los aspectos más fuertes del videojuego, «misterioso y desagradable, toca temas inquietantes», aunque el crítico lo describió como «inconsistente». El principal defecto es la protagonista, que no es convincente, no es comprensiva, responde de manera inadecuada a los eventos que le ocurren y, además, está mal expresada. El autor elogió la atmósfera, los gráficos increíblemente ejecutados, los sorprendentes efectos de sonido. Sin embargo, criticó la calidad de los rompecabezas y el sistema de control.
Douglass Perry, crítico de IGN, le dio una nota de 8,8 de 10 y realizó una conclusión general, al comentar que el género de horror de supervivencia del juego se desarrolló muy lentamente, sin sufrir cambios importantes en la mecánica. Tal es el increíblemente aterrador Silent Hill 3, que cuenta una «historia... de horror». El crítico señaló que el videojuego es más corto en duración que sus predecesores. El autor estaba muy decepcionado por el molesto sistema de control deliberadamente lento. Me gustaron las críticas a una cámara flexible, rompecabezas de alta calidad, el nivel de detalle de las texturas, un modelo cualitativamente ejecutado de Heather, grotescos monstruos y banda sonora. El revisor habló más moderado sobre el pequeño número de áreas abiertas y la concentración de toda la acción en espacios cerrados que parecen demasiado familiares. Sin embargo, en general, el diseño de niveles se ha caracterizado positivamente. Perry enfatiza que hay muy pocas innovaciones originales, con la excepción de la nueva historia. Los gráficos Silent Hill 3 «se ven mejor que SH2, pero solo a expensas de los pequeños detalles». En conclusión, el autor expresó la opinión de que hay muy pocas ideas nuevas en el juego, pero este inconveniente se ve compensado por el rendimiento y la atmósfera surrealistas.
Un crítico de la revista Computer and Video Games le colocó un 7,2 sobre 10 y describió el juego como inmutable: «deambular por lugares y leer un mapa generalmente conduce a un rompecabezas o una puerta cerrada que bloquea el camino». El crítico señaló que el único control aceptable para el juego es el mando, mientras que el uso torpe del mouse y el teclado afecta negativamente el juego, así como el sistema de combate rústico. A pesar de estos comentarios, aprobó la atmósfera alarmante que creó el ambiente de fatalidad; enfoque creativo para ángulos de cámara; aberraciones asquerosas y extrañas de la naturaleza, que llevan el título de monstruos. El ambicioso juego, según el autor, conserva los rasgos característicos de la franquicia, pero no aporta nada nuevo a la serie.
Kristan Reed de Eurogamer, escribió una reseña sobre la versión del juego para PlayStation 2, en la que afirmó que la historia, el sonido y la mayoría de los otros aspectos del juego son de calidad superior a todos los otros juegos en el género de horror de supervivencia, publicados anteriormente. La trama, que es un aspecto central de Silent Hill 3, se vuelve cada vez más alarmante a medida que avanza. El ambiente de juego ha sido descrito como duro, siniestro y pesado. Uno de los aspectos más exitosos en el juego, el revisor llamó a la interfaz «suavizada» y la cámara virtual «inteligente», que ayuda al jugador, mostrándole los ángulos más ventajosos, y contribuye a la creación de una atmósfera aterradora. El sistema de autopuntería se llamaba de alta calidad, y el componente de combate, según el periodista, supera significativamente el de la serie Resident Evil. Otra ventaja fue que el juego permite a los usuarios jugar Silent Hill 3 como lo deseen. Los acertijos y el sistema de guardado se evaluaron negativamente: Reed describió algunos acertijos como demasiado lineales y, por lo tanto, obvios, y algunas áreas del juego como demasiado limitadas, lo que facilita en gran medida la búsqueda de sus soluciones. El revisor también encontró un problema completamente ilógico, que resolvió al azar. El periodista evaluó positivamente el componente audiovisual del proyecto en su conjunto, señalando que los ominosos efectos gráficos y de sonido, junto con una atmósfera opresiva, pueden causar algún trauma psicológico a algunos jugadores con una rica imaginación. Según el periodista, después del final del juego, su percepción de los sentimientos y el equilibrio psicológico se vieron perturbados por algún tiempo. Como resultado, Reid calificó el juego con 9 puntos de 10 posibles y dijo que aunque Silent Hill 3 no contiene innovaciones notables, sin embargo, la calidad de su trama, la atmósfera, los efectos visuales «fantásticos» y el sonido aterrador ayudan al proyecto a convertirse en uno de los mejores juegos del año.

#### Silent Hill HD
En el sitio GameSpot, Maxwell McGee, le dio una nota de 7 sobre 10 y dijo que una serie de juegos no solo tienen miedo, y crean un sentimiento de miedo opresivo e implacable. El crítico describió ambos juegos como excelentes. En los proyectos actualizados, se presenta el número mínimo de cambios, pero se trabajó mucho en los gráficos y en preservar la atmósfera. McGee aprobó la alta definición de la imagen, lo que le permite ver los pequeños detalles de los interiores y los monstruos que podrían pasarse por alto fácilmente en los juegos originales. Se mejoraron los efectos de iluminación y la oscuridad se hizo más permeable al haz de la linterna. Los inconvenientes incluyen problemas con la velocidad de fotogramas y timbres inapropiados al recibir un trofeo. El crítico también lamentó que la cuarta parte de Silent Hill no se incluyera en la colección. Sin embargo, la reedición se describe como una excelente manera de probar los primeros juegos de la serie en consolas modernas.
Cameron Lewis de Official Xbox Magazine, lo calificó con 7 puntos de 10 y expresó la opinión de que en Silent Hill, nada permanece muerto durante mucho tiempo. Entonces, la reedición exhuma un par de aventuras inolvidables de la historia de la ciudad. El tercer juego de la serie en la compilación se describió como más hermoso y colorido, sin embargo, tales escenas en prosa del proyecto no dejan la ansiedad existencial que crea Silent Hill 2. «Peor, Silent Hill menos interesado en expulsar tus demonios personales que en crear los tuyos. Las escenas del nacimiento de un germen de Dios son impactantes y aterradoras, pero carecen de energía emocional», dijo Lewis. El autor elogió los acertijos, pero reaccionó negativamente a la marcha atrás y las peleas pesadas y molestas. Sin embargo, el crítico calificó la vergüenza de rechazar juegos debido a problemas de anacronismo.
Tim Turi de Game Informer le causó nostalgia el segundo y tercer juego. Señaló que los juegos originales se veían lo suficientemente decentes, pero la versión HD actualizó todas las texturas fangosas y los modelos de personajes, creando así una imagen limpia. La niebla borrosa comenzó a verse más opresiva en contraste con los escaparates claros y los monstruos brillantes. El autor elogió el nuevo doblaje, en particular el reemplazo de la terrible voz del detective Douglas. A pesar de dos posibles opciones de control, ambas, según el crítico, no son lo suficientemente buenas y arcaicas. Turi llamó a Silent Hill 3 el juego más débil en la selección.
Una de las estimaciones más bajas fue la de Jim Sterling, del sitio Destructoid, 3 puntos sobre 10. El crítico escribió eso, a pesar de que el segundo y tercera juego de la serie son algunos de los mejores videojuegos en una computadora clásico de terror, Konami arruinó el producto final. La evaluación se basó en el «trabajo asquerosamente horrible» del «incompetente estudio» Hijinx, que creó una serie visual fallida con un contraste excesivo de oscuridad, la ausencia o baja calidad de las texturas del agua y una serie de otros errores gráficos. Aunque Sterling notó que la configuración de Silent Hill 3 se ve un poco mejor. Numerosos problemas de sonido también han sido criticados. El observador habló negativamente sobre la nueva puntuación del personaje principal, cuya voz perdió su energía y personalidad natural. El trabajo de los actores secundarios, en su opinión, resultó ser mucho mejor. Sterling notó que la sincronización de la puntuación con el movimiento de los labios de los personajes no siempre fue exitosa para los desarrolladores, y parte del texto se omitió por completo o cambió significativamente. En resumen, el autor declaró que Silent Hill HD Collection es el mayor insulto a la serie.

## Adaptación al cine
La trama de Silent Hill 3 se adaptó para una película de suspenso llamada Silent Hill: Revelation 3D, una secuela de Silent Hill (2006). El director y guionista fue Michael J. Bassett, quien declaró que los primeros juegos de la serie cambiaron el mundo de los videojuegos porque la historia, los personajes, el sonido y la atmósfera eran únicos para esa época. La grabación tuvo lugar de marzo a mayo de 2011 en Toronto, Canadá. El papel de Heather se le dio a la joven actriz de veintiún años Adelaide Clemens, mientras Kit Harington interpretó a Vincent, Carrie-Anne Moss a Claudia, Martin Donovan a Douglas, Malcolm McDowell a Leonard. También se les unieron las «estrellas» de la primera entrega: Radha Mitchell, Sean Bean y Deborah Kara Unger. Los encargados del acompañamiento musical fueron Akira Yamaoka y Jeff Danna. La cinta se filmó en formato 3D y el estreno tuvo lugar el 26 de octubre de 2012.